# Георги Герджиков
 Тази статия е за родопския общественик и революционер.  За гевгелийския сърбоманин вижте Георги Герджикович.  
Георги (Гего) Ташов Герджиков е български общественик и революционер.

## Биография
Георги Герджиков е роден през 1869 година в Райково, днес квартал на Смолян, в семейството на видния борец за църковна независимост Ташо Герджика. Негови братя са д-р Никола Герджиков, лекар и общественик, и Димитър Герджиков, съдържател на хотел „Бяло море“ в Пловдив. По професия е майстор шивач и работи земеделие в Кавала. Георги Герджиков участва в революционното движение в Македония и Родопите. Занимава се с обществена дейност и дълги години е общински съветник в Райково. Умира там през 1947 година.